# 輪廻転生〜ANGERME Past, Present & Future〜
『輪廻転生〜ANGERME Past, Present & Future〜』（りんねてんしょう アンジュルム パスト、プレゼント アンド フューチャー）は、2019年5月15日にアップフロントワークス（hachamaレーベル）から発売、および配信されたアンジュルムの1枚目のオリジナルアルバム。

## 概要
- DVD付属の初回生産限定盤A・Bと通常盤の3形態で発売。
  - 初回生産限定盤Aでは、2018年11月23日にパシフィコ横浜 国立大ホールにて開催されたコンサート「アンジュルム 2018秋『電光石火』」を収録したBlu-rayを付属。
  - 初回生産限定盤Bでは、アンジュルム改名後（『大器晩成/乙女の逆襲』）～最新シングル（『恋はアッチャアッチャ/夢見た 15年』）までの全MVを収録したBlu-rayを付属し、イベント抽選応募券を封入。
- Disc1は2018年10月〜2019年4月まで発売されたシングルやライブを中心に発表された楽曲の初音源化および新曲、Disc2は2016年〜2018年5月まで発売されたシングル、Disc3は2015年に発売されたシングルと同年発売されたベストアルバム『S/mileage / ANGERME SELECTION ALBUM「大器晩成」』に収録された楽曲で構成される。
- 本作は4期メンバー上國料萌衣、5期メンバー笠原桃奈、6期メンバー船木結・川村文乃、7期メンバー太田遥香・伊勢鈴蘭初参加作品であり、また、初期メンバーの和田彩花、2期メンバーの中西香菜・勝田里奈、3期メンバーの室田瑞希にとっては最後の参加オリジナルアルバムであり、笠原・船木・太田にとってはアンジュルムとしては最初で最後のオリジナルアルバムである。
- 12人体制でのアルバムだが、アルバム用に用意された新曲以外の既発曲には福田花音・田村芽実・相川茉穂在籍時の曲も含まれている。
- ハロー!プロジェクトのCD作品としては令和に発売された最初の作品である。
- ハロー!プロジェクトではオリジナルアルバムのタイトルにナンバリングが付くのが恒例だが、アンジュルムについては本作品以降ナンバリングを用いていない。

## 収録曲

### Disc.1
1. I 無双 Strong!
作詞：星部ショウ、作曲・編曲：加藤裕介
2017年4月～5月開催のコンサートツアー「アンジュルム コンサートツアー 2017春 〜変わるもの 変わらないもの〜」よりライブ用として先行披露されていた楽曲[4]。
2. 赤いイヤホン
作詞・作曲：星部ショウ、編曲：大久保薫
新曲。
3. タデ食う虫もLike it!
作詞・作曲：前山田健一、編曲：鈴木俊介
25thシングル。
4. 夢見た 15年
作詞：福田花音、作曲：イイジマケン、編曲：炭竃智弘
26thシングル。
5. フラグをぶっ壊せ! / 竹内朱莉・室田瑞希・太田遥香・伊勢鈴蘭
作詞：井筒日美、作曲・編曲：宮永治郎
新曲。
6. 恋はアッチャアッチャ
作詞：児玉雨子、作曲：星部ショウ、編曲：平田祥一郎
26thシングル。
7. 帰りたくないな。
作詞・作曲：つんく、編曲：江上浩太郎
新曲。21stシングル『恋ならとっくに始まってる』以来3年1か月ぶりとなるつんく提供楽曲。
8. いとし いとしと Say My Heart
作詞：児玉雨子、作曲：星部ショウ、編曲：平田祥一郎
新曲。
9. もう一歩
作詞・作曲：中島卓偉、編曲：鈴木俊介
新曲。
10. 人生、すなわちパンタ・レイ
作詞・作曲：前山田健一、編曲：鈴木俊介
新曲。
11. 鏡の国のひねくれクイーン / 中西香菜・上國料萌衣・笠原桃奈・川村文乃
作詞：児玉雨子、作曲・編曲：KOUGA
新曲。
12. 今夜もステキに落ち着けない / 勝田里奈・佐々木莉佳子・船木結
作詞：児玉雨子、作曲：中島卓偉、編曲：hisakuni
新曲。
13. 夏将軍
作詞：SHOCK EYE、作曲：SHOCK EYE/STAND ALONE、編曲：STAND ALONE
2018年7月21日より配信限定でリリースされていた楽曲。今作がCD初収録である。
14. わたしの夢見た 15年 / 和田彩花
作詞：福田花音、作曲：星部ショウ、編曲：加藤裕介/星部ショウ
26thシングル『夢見た 15年』の一部詞および曲を改変し、和田のソロで録り直した楽曲。
15. 46億年LOVE
作詞：児玉雨子、作曲：林田健司、編曲：鈴木俊介
25thシングル。

### Disc.2
1. 次々続々
作詞：児玉雨子、作曲・編曲：平田祥一郎
21stシングル。
2. 糸島Distance
作詞：Mari-Joe、作曲：星部ショウ、編曲：大久保薫
21stシングル。
3. 恋ならとっくに始まってる
作詞・作曲：つんく、編曲：平田祥一郎
21stシングル。
4. 上手く言えない
作詞・作曲：中島卓偉、編曲：AKIRA
22ndシングル。
5. 愛のため今日まで進化してきた人間 愛のためすべて退化してきた人間
作詞：児玉雨子、作曲・編曲：炭竃智弘
22ndシングル。
6. 忘れてあげる
作詞・作曲：近藤薫、編曲：浜田ピエール裕介
22ndシングル。
7. 愛さえあればなんにもいらない
作詞・作曲：イイジマケン、編曲：炭竃智弘
23rdシングル。
8. ナミダイロノケツイ
作詞・作曲：近藤薫、編曲：近藤薫・沢頭たかし
23rdシングル。
9. 魔女っ子メグちゃん
作詞：千家和也、作曲：渡辺岳夫、編曲：宮永治郎
23rdシングル。
10. マナーモード
作詞：児玉雨子、作曲・編曲：炭竃智弘
2017年12月13日にリリースした映像作品。今作がCD初収録である。
11. キソクタダシクウツクシク
作詞：亜伊林、作曲：星部ショウ、編曲：板垣祐介
2017年12月13日にリリースした映像作品。今作がCD初収録である。
12. 君だけじゃないさ…friends
作詞・作曲：星部ショウ、編曲：平田祥一郎
2017年12月13日にリリースした映像作品。今作がCD初収録である。
13. 泣けないぜ…共感詐欺
作詞・作曲：山崎あおい、編曲：平田祥一郎
24thシングル。
14. Uraha=Lover
作詞・作曲：山崎あおい、編曲：浜田ピエール裕介
24thシングル。
15. 君だけじゃないさ...friends(2018アコースティックVer.)
作詞・作曲：星部ショウ、編曲：鈴木俊介
24thシングル。

### Disc.3
1. 大器晩成
作詞・作曲：中島卓偉、編曲：鈴木俊介
18thシングル。
2. 乙女の逆襲
作詞：児玉雨子、作曲：川辺ヒロシ・上田禎、編曲：CMJK
18thシングル。
3. 七転び八起き
作詞：三浦徳子、作曲：星部ショウ、編曲：山田祐輔・平田祥一郎
19thシングル。
4. 臥薪嘗胆
作詞：gridoor、作曲：星部ショウ、編曲：板垣祐介、ブラスアレンジ：竹上良成
19thシングル。
5. 魔法使いサリー
作詞：山本清、作曲：小林亜星、編曲：中村佳紀
19thシングル。
6. 出すぎた杭は打たれない
作詞：児玉雨子、作曲：魚住有希、編曲：宮永治郎・魚住有希
20thシングル。
7. ドンデンガエシ
作詞：星部ショウ、作曲：宇宙慧、編曲：鴇沢直・関口Q太
20thシングル。
8. わたし / 福田花音
作詞：福田花音、作曲：泰誠、編曲：浜田ピエール裕介
20thシングル。
9. 涙は蝶に変わる
作詞：井筒日美、作曲：川辺ヒロシ・上田禎、編曲：久下真音
2015年11月25日にリリースされたアルバム『S/mileage / ANGERME SELECTION ALBUM「大器晩成」』初回生産限定盤Aに収録されていた楽曲。
10. カクゴして!
作詞・作曲：THE☆FUNKS、編曲：DANCE☆MAN
2015年11月25日にリリースされたアルバム『S/mileage / ANGERME SELECTION ALBUM「大器晩成」』初回生産限定盤Aに収録されていた楽曲。
11. マリオネット37℃
作詞：児玉雨子、作曲：星部ショウ、編曲：CMJK
2015年11月25日にリリースされたアルバム『S/mileage / ANGERME SELECTION ALBUM「大器晩成」』初回生産限定盤Bに収録されていた楽曲。
12. 汗かいてカルナバル
作詞：イイジマケン、作曲：炭竃智弘、編曲：浜田ピエール裕介
2015年11月25日にリリースされたアルバム『S/mileage / ANGERME SELECTION ALBUM「大器晩成」』初回生産限定盤Bに収録されていた楽曲。
13. 交差点
作詞：角田崇徳、作曲：小泉尊史、編曲：小西貴雄
2015年11月25日にリリースされたアルバム『S/mileage / ANGERME SELECTION ALBUM「大器晩成」』通常盤に収録されていた楽曲。
14. 友よ
作詞：児玉雨子、作曲：中島卓偉、編曲：鈴木俊介
2015年11月25日にリリースされたアルバム『S/mileage / ANGERME SELECTION ALBUM「大器晩成」』通常盤に収録されていた楽曲。

### 初回生産限定盤A（特典BDアンジュルム 2018秋「電光石火」＠パシフィコ横浜国立大ホール）
1. OPENING
2. 乙女の逆襲
3. 七転び八起き
4. 地球は今日も愛を育む
5. 出すぎた杭は打たれない
6. MC
7. ミステリーナイト!
8. 愛のため今日まで進化してきた人間 愛のためすべて退化してきた人間
9. 次々続々
10. キソクタダシクウツクシク
11. VTR
12. 「電光石火」Dance Performance
13. 忘れてあげる
14. 君だけじゃないさ…friends
15. 寒いね。
16. MC
17. I 無双 Strong!
18. 泣けないぜ…共感詐欺
19. マナーモード
20. Uraha=Lover
21. 友よ
22. 46億年LOVE【ENCORE】
23. MC【ENCORE】
24. タデ食う虫もLike it!【ENCORE】
25. ENDING【ENCORE】

### 初回生産限定盤B（特典BD 「Music Video」集 ）
1. 大器晩成(New edit Ver.)
2. 乙女の逆襲(Music Video)
3. 七転び八起き(Music Video)
4. 臥薪嘗胆(Music Video)
5. 魔法使いサリー(Music Video)
6. 出すぎた杭は打たれない(Music Video)
7. ドンデンガエシ(Music Video)
8. わたし(Music Video)
9. 次々続々(Music Video)
10. 糸島Distance(Music Video)
11. 恋ならとっくに始まってる(Music Video)
12. 上手く言えない(Music Video)
13. 愛のため今日まで進化してきた人間 愛のためすべて退化してきた人間(Music Video)
14. 忘れてあげる(Music Video)
15. 愛さえあればなんにもいらない(Music Video)
16. ナミダイロノケツイ(Music Video)
17. 魔女っ子メグちゃん(Music Video)
18. マナーモード(Music Video)
19. キソクタダシクウツクシク(Music Video)
20. 君だけじゃないさ…friends(Music Video)
21. 泣けないぜ…共感詐欺(Music Video)
22. Uraha=Lover(Music Video)
23. 君だけじゃないさ...friends(2018アコースティックVer.)(Music Video)
24. タデ食う虫もLike it!(Music Video)
25. 46億年LOVE(Music Video)
26. 恋はアッチャアッチャ(Music Video)
27. 夢見た 15年(Music Video)

#### 特典映像1
1. 大器晩成(TV-SPOT 15秒)
2. 乙女の逆襲(TV-SPOT 15秒)
3. 七転び八起き(TV-SPOT 15秒)
4. 臥薪嘗胆(TV-SPOT 15秒)
5. 魔法使いサリー(TV-SPOT 15秒)
6. 出すぎた杭は打たれない(TV-SPOT 15秒)
7. ドンデンガエシ(TV-SPOT 15秒)
8. わたし(TV-SPOT 15秒)
9. 次々続々(TV-SPOT 15秒)
10. 糸島Distance(TV-SPOT 15秒)
11. 恋ならとっくに始まってる(TV-SPOT 15秒)
12. 上手く言えない(TV-SPOT 15秒)
13. 愛のため今日まで進化してきた人間 愛のためすべて退化してきた人間(TV-SPOT 15秒)
14. 忘れてあげる(TV-SPOT 15秒)
15. 愛さえあればなんにもいらない(TV-SPOT 15秒)
16. 愛さえあればなんにもいらない(TV-SPOT 30秒)
17. ナミダイロノケツイ(TV-SPOT 15秒)
18. ナミダイロノケツイ(TV-SPOT 30秒)
19. 魔女っ子メグちゃん(TV-SPOT 15秒)
20. 魔女っ子メグちゃん(TV-SPOT 30秒)
21. マナーモード(TV-SPOT 15秒)
22. マナーモード(TV-SPOT 30秒)
23. キソクタダシクウツクシク(TV-SPOT 15秒)
24. キソクタダシクウツクシク(TV-SPOT 30秒)
25. 君だけじゃないさ...friends(TV-SPOT 15秒)
26. 君だけじゃないさ...friends(TV-SPOT 30秒)
27. 泣けないぜ・・・共感詐欺(TV-SPOT 15秒)
28. 泣けないぜ・・・共感詐欺(TV-SPOT 30秒)
29. Uraha=Lover(TV-SPOT 15秒)
30. Uraha=Lover(TV-SPOT 30秒)
31. 君だけじゃないさ...friends(2018アコースティックVer.)(TV-SPOT 15秒)
32. 君だけじゃないさ...friends(2018アコースティックVer.)(TV-SPOT 30秒)
33. タデ食う虫もLike it!(TV-SPOT 15秒)
34. タデ食う虫もLike it!(TV-SPOT 30秒)
35. 46億年LOVE(TV-SPOT 15秒)
36. 46億年LOVE(TV-SPOT 30秒)
37. 恋はアッチャアッチャ(TV-SPOT 15秒)
38. 恋はアッチャアッチャ(TV-SPOT 30秒)
39. 夢見た 15年(TV-SPOT 15秒)
40. 夢見た 15年(TV-SPOT 30秒)

#### 特典映像2
1. ジャケット撮影メイキング映像

## リリース日一覧
| 地域 | リリース日    | レーベル               | 規格                                              | カタログ番号                                    |
| ---- | ------------- | ---------------------- | ------------------------------------------------- | ----------------------------------------------- |
| 日本 | 2019年5月15日 | hachama/UP-FRONT WORKS | 3CD（アルバム）+Blu-ray                           | HKCN-50599/600/1/2（初回生産限定盤A）           |
| 日本 | 2019年5月15日 | hachama/UP-FRONT WORKS | 3CD（アルバム）+Blu-ray                           | HKCN-50603/4/5/6（初回生産限定盤B）             |
| 日本 | 2019年5月15日 | hachama/UP-FRONT WORKS | 3CD（アルバム）                                   | HKCN-50607/8/9（通常盤）                        |
| 日本 | 2019年5月15日 | hachama/UP-FRONT WORKS | ダウンロードアルバム （LC-AAC）                   | HKCN-50607（通常盤）                            |
| 日本 | 2019年5月15日 | hachama/UP-FRONT WORKS | ハイレゾダウンロードアルバム （FLAC 96kHz/24bit） |                                                 |
| 日本 | 2020年12月9日 | UP-FRONT WORKS         | ダウンロードシングル                              | UFDL-1464（AAC-LC・44.1kHz/16bit・128/320kbps） |

## 参加メンバー
- 1期：和田彩花、福田花音
- 2期：中西香菜、竹内朱莉、勝田里奈、田村芽実
- 3期：室田瑞希、相川茉穂、佐々木莉佳子
- 4期：上國料萌衣
- 5期：笠原桃奈
- 6期：船木結、川村文乃
- 7期：太田遥香、伊勢鈴蘭

## 参加ミュージシャン
I 無双 Strong!
- Programming & Guitar：加藤裕介
- Chorus：アンジュルム、たいせい
- Mix Engineer：脇坂了

赤いイヤホン
- Keyboard & Programming：大久保薫
- Chorus：塩原奈美子、たいせい
- Mix Engineer：脇坂了

フラグをぶっ壊せ!
- Programming & Guitar：宮永治郎
- Rap & Chorus：たいせい
- Chorus：竹内朱莉、室田瑞希、太田遥香、伊勢鈴蘭、塩原奈美子
- Mix Engineer：脇坂了

帰りたくないな。
- Sound Produce：つんく♂
- Programming：江上浩太郎
- Chorus：久保田薫
- Mix Engineer：松井和美

いとし いとしと Say My Heart
- Programming：平田祥一郎
- Guitar：土肥真生
- Chorus：塩原奈美子、星部ショウ
- Mix Engineer：柳澤武志

もう一歩
- Programming & Guitar：鈴木俊介
- Chorus：アンジュルム、塩原奈美子、たいせい
- Mix Engineer：脇坂了

人生、すなわちパンタ・レイ
- Programming & Guitar：鈴木俊介
- A.Sax,T.Sax & B.Sax：竹上良成
- Trumpet：吉澤達彦
- Trombone：高井天音
- Chorus：勝田里奈、室田瑞希、塩原奈美子、たいせい
- Mix Engineer：脇坂了

鏡の国のひねくれクイーン
- Programming：KOUGA
- Guitar：内田康平
- Chorus：中西香菜、上國料萌衣、笠原桃奈、川村文乃、塩原奈美子
- Mix Engineer：脇坂了

今夜もステキに落ち着けない
- Keyboard & Programming：hisakuni
- Chorus：塩原奈美子
- Mix Engineer：高崎晟

わたしの夢見た 15年
- Programming：加藤裕介、星部ショウ
- Chorus：塩原奈美子、たいせい
- Mix Engineer：脇坂了

## 帰りたくないな。（船木結のカバー）
「帰りたくないな。」は、船木結のデジタル・ダウンロード・シングル。2020年12月9日にアップフロントワークスから配信された。

### 概要
- 2020年12月9日をもってアンジュルム及びハロー!プロジェクトを卒業した船木結が卒業公演で歌唱した「帰りたくないな。」を同日配信開始[7]。

### 収録曲
1. 帰りたくないな。
  - 歌：船木結
  - 作詞・作曲：つんく　編曲：江上浩太郎